# Wiradech Kothny
Wiradech Kothny –en tailandés, วีระเดช โค๊ธนี–  (Kanchanaburi, Tailandia, 10 de mayo de 1979) es un deportista alemán de origen tailandés que compitió en esgrima, especialista en la modalidad de sable.
Participó en tres Juegos Olímpicos de Verano, en los años 2000 y 2008, obteniendo dos medallas de bronce en Sídney 2000, en las pruebas individual y por equipos (junto con Dennis Bauer, Alexander Weber y Eero Lehmann). Ganó una medalla de oro en el Campeonato Europeo de Esgrima de 1999, en la prueba individual.

## Palmarés internacional
| Juegos Olímpicos   | Juegos Olímpicos   | Juegos Olímpicos  | Juegos Olímpicos  |
| Año                | Lugar              | Medalla           | Prueba            |
| ------------------ | ------------------ | ----------------- | ----------------- |
| 2000               | Sídney (Australia) | Medalla de bronce | Sable individual  |
| 2000               | Sídney (Australia) | Medalla de bronce | Sable por equipos |
| Campeonato Europeo |                    |                   |                   |
| Año                | Lugar              | Medalla           | Prueba            |
| 1999               | Bolzano (Italia)   | Medalla de oro    | Sable individual  |